# Episodi di Riptide (terza stagione)
La terza ed'ultima stagione della serie televisiva Riptide è stata trasmessa in anteprima negli Stati Uniti d'America dalla NBC dal 1º ottobre 1985 al 22 agosto 1986.
| nº | Titolo originale                | Titolo italiano | Prima TV USA     | Prima TV Italia |
| -- | ------------------------------- | --------------- | ---------------- | --------------- |
| 1  | Wipe Out                        |                 | 1º ottobre 1985  |                 |
| 2  | Thirty-Six Hours 'til Dawn      |                 | 22 ottobre 1985  |                 |
| 3  | Does Not Compute                |                 | 29 ottobre 1985  |                 |
| 4  | The Bargain Department          |                 | 5 novembre 1985  |                 |
| 5  | Who Really Watches the Sunset?  |                 | 12 novembre 1985 |                 |
| 6  | Still Goin' Steady              |                 | 19 novembre 1985 |                 |
| 7  | Robin and Marian                |                 | 3 dicembre 1985  |                 |
| 8  | Requiem for Icarus              |                 | 10 dicembre 1985 |                 |
| 9  | Home for Christmas              |                 | 17 dicembre 1985 |                 |
| 10 | Lady Killer                     |                 | 7 gennaio 1986   |                 |
| 11 | A Matter of Policy              |                 | 14 gennaio 1986  |                 |
| 12 | The Wedding Bell Blues          |                 | 21 gennaio 1986  |                 |
| 13 | The Frankie Kahana Show         |                 | 11 febbraio 1986 |                 |
| 14 | Smiles We Left Behind           |                 | 25 febbraio 1986 |                 |
| 15 | The Pirate and the Princess     |                 | 7 marzo 1986     |                 |
| 16 | Playing Hardball                |                 | 14 marzo 1986    |                 |
| 17 | The Play's the Thing            |                 | 21 marzo 1986    |                 |
| 18 | Dead Men Don't Floss            |                 | 4 aprile 1986    |                 |
| 19 | Chapel of Glass                 |                 | 11 aprile 1986   |                 |
| 20 | If You Can't Beat 'Em, Join 'Em |                 | 18 aprile 1986   |                 |
| 21 | Echoes                          |                 | 22 agosto 1986   |                 |